# Subwave
Subwave ist eine Alternative-Rock-Band aus Nürnberg, Bayern.

## Geschichte
Die Band wurde 1997 von Sven Kartscher (Gesang, Gitarre), Guido Seibelt (Schlagzeug) und Felix Schnetzer (Bass) gegründet und veröffentlichte im Jahr 2000 ihr erstes Studioalbum mit dem Titel Kurt Cobain, welches im Visions-Magazin besprochen wurde.
Die Gruppe blieb in dieser Besetzung bis zur Veröffentlichung ihres zweiten Studioalbums Reject im Jahr 2002 bestehen. Nach dessen Veröffentlichung verließen F. Schnetzer und G. Seibelt die Band aus beruflichen Gründen. Nach diversen Besetzungswechseln fanden sich schließlich 2005 mit Patrik Leuchauer (Bass) und Moritz Krüdener (Schlagzeug) die neuen Bandmitglieder.
2006 nahm Kai Wingenfelder von Fury in the Slaughterhouse die Band auf seinem Label Burrofeliz unter Vertrag. Unter seiner Regie entstanden erste Demoaufnahmen im Goldgrube-Studio, die 2007 zum dritten Subwave-Album mit dem Titel Fast Forward führten.
Im Herbst 2008 erschien unter dem Titel The End of Our Days die Vorab-Maxi-CD zum neuen Album. Kurz nach der Fertigstellung verließ Rik Leuchauer die Band und wurde durch den neuen Bassisten Frank Schoofs ersetzt. An den Aufnahmen zur im April 2009 erschienenen neuen CD mit dem Titel A Tribute to... arbeiteten jedoch noch beide Bassisten mit.
Zuletzt erschien im Jahr 2018 überraschend das neue Album  "All Robocops Are Bastards" jetzt mit neuem Bassisten Sascha Loos.

## Diskografie

### Alben
- 2000: Kurt Cobain (Subwave)
- 2002: Reject (Subwave/OSP)
- 2007: Fast Forward (Burrofeliz/SPV)
- 2008: The End of Our Days (Maxi, Subwave/Burrofeliz)
- 2009: A Tribute to... (Subwave/Burrofeliz)
- 2018: All Robocops Are Bastards (Subwave)

### Kompilationen
- Best of Independent (One Kind Radio/Chicago)
- Independent Compilation (Anty-Industry/USA)
- Hitpack Vol. 1 (Deshima-Music)
- College - Alternative Vol. 1 (CDReview)
- Finest Noise Vol. 6 (BluNoise)